# Día Internacional de Tolerancia Cero con la Mutilación Genital Femenina
El Día Internacional de Tolerancia Cero con la Mutilación Genital Femenina se celebra anualmente el 6 de febrero para denunciar los efectos de la extirpación total o parcial de tejido de los órganos genitales femeninos, particularmente del clítoris (clitoridectomía), con objeto de eliminar el placer sexual en las mujeres, considerando razones culturales, religiosas o cualquier otro motivo no médico. La práctica está considerada por Naciones Unidas una violación de los derechos humanos de las mujeres y de las niñas. En diciembre de 2012 la Asamblea General de las Naciones Unidas exhortó a los Estados, el sistema de las Naciones Unidas y a la sociedad civil a luchar para lograr su eliminación a través de la Resolución 67/146.
La subcomisión de Derechos Humanos de la ONU adoptó el 6 de febrero, en referencia al 6 de febrero de 2003, fecha en la que Stella Obasanjo, primera dama de Nigeria y portavoz de la Campaña contra la Mutilación Genital Femenina, una declaración oficial sobre "Tolerancia Cero con la Mutilación Genital Femenina" en África durante la conferencia organizada por el Comité Inter-Africano en Prácticas Tradicionales que afectan a la Salud de Mujeres e Infancia (IAC).
La MGF se practica principalmente en 30 países de África Subsahariana, Asia (Indonesia) y Oriente Medio (Kurdistán iraquí y Yemen). Ninguna religión contempla esta práctica como obligatoria, pero es habitual en muchos grupos religiosos (musulmanes, cristianos y animistas).
Una revisión sistemática de ocho estudios desarrollados en distintos países africanos, concluyó que las leyes y códigos nacionales no son suficientes para acabar con esta práctica. En el mejor de los casos, tienen solo un efecto limitado. Por otro lado, trabajar con las comunidades puede cambiar su actitud frente a la MGF, pero ello dependerá del diseño del plan, del contexto y de su implementación. Asimismo, las intervenciones que no consideraron las necesidades de la comunidad o no involucraron a sus líderes religiosos, contaron con abandonos y baja participación. Por último, trabajar con jóvenes pudiera ser una alternativa rentable y eficaz.

## Antecedentes y cronología
A inicios del siglo XXI la Organización Mundial de la Salud (OMS) estimó que 130 millones de mujeres han sufrido de alguna forma la mutilación genital en el mundo.
En junio de 2000 la ex Comisaria de Ayuda Humanitaria de la Unión Europea Emma Bonino y un grupo de diputados italianos presentaron al Parlamento Europeo un proyecto de resolución que proponía entre otras cosas la concesión del asilo a las mujeres que sufran esa amenaza a su integridad física. El proyecto ya fue firmado por 318 de los 626 miembros del Parlamento Europeo, con sede en Bruselas.
El 29 de noviembre de 2000 se convocó en el Parlamento Europeo el Día Internacional contra la Mutilación Genital Femenina.
En 2002 se celebró una reunión internacional de mujeres en el Parlamento Europeo para debatir contra la mutilación genital femenina. Al finalizar la reunión personalidades de África y de otros lugares del mundo hicieron un llamamiento abierto a firmas para internacionalizar la lucha y unirse a la campaña Alto a la Mutilación Genital Femenina llevada a cabo por AIDOS (Asociación Italiana de Mujeres por el Desarrollo), TAMWA (Asociación de Periodistas Tanzanas) y No Peace without Justice (No Hay Paz sin Justicia). 
El 6 de febrero de 2003 Stella Obasanjo, primera dama de Nigeria y portavoz de la Campaña contra la Mutilación Genital Femenina realizó una declaración oficial sobre "Tolerancia Cero con la Mutilación Genital Femenina" en África durante la conferencia organizada por el Comité Inter-Africano en Prácticas Tradicionales que afectan a la Salud de Mujeres e Infancia (IAC). Posteriormente, la Subcomisión de Derechos Humanos de la ONU adoptaron este día como día internacional de lucha.
Redes de profesionales locales, ONG y políticos colaboran en hacer frente a la cuestión de la mutilación a escala nacional y en darla a conocer. Se están haciendo esfuerzos en África y en otras zonas para internacionalizar una campaña que pretende impulsar la conciencia pública sobre el hecho sombrío de que en muchos países las mujeres siguen siendo meros bienes a disposición de la tradición.
Hoy la mayoría de los países africanos, árabes y asiáticos asolados por la tradición de la mutilación genital femenina son sin embargo firmantes de los convenios internacionales que condenan esta práctica, en particular la Convención Internacional sobre la Eliminación de la Discriminación contra las Mujeres y la Convención Internacional sobre los Derechos del Niño. La mayoría de estos países también respaldan una serie de resoluciones de la ONU que exigen la eliminación de la mutilación. Pero todos estos encomiables esfuerzos no han podido contrarrestar el fenómeno. De modo que la cuestión no son las buenas palabras y promesas públicas, sino garantizar la voluntad política de erradicar la práctica.
En 2007, el UNFPA y el UNICEF pusieron en marcha el “Programa conjunto sobre la mutilación/ablación genital femenina” con el objetivo de lograr que esta práctica sea abandonada cuanto antes.
En 2008 se publicó el documento "Eliminating Female genital mutilation" publicado por OHCHR, UNAIDS, UNDP, UNECA, UNESCO, UNFPA, UNHCR, UNICEF, UNIFEM, WHO.

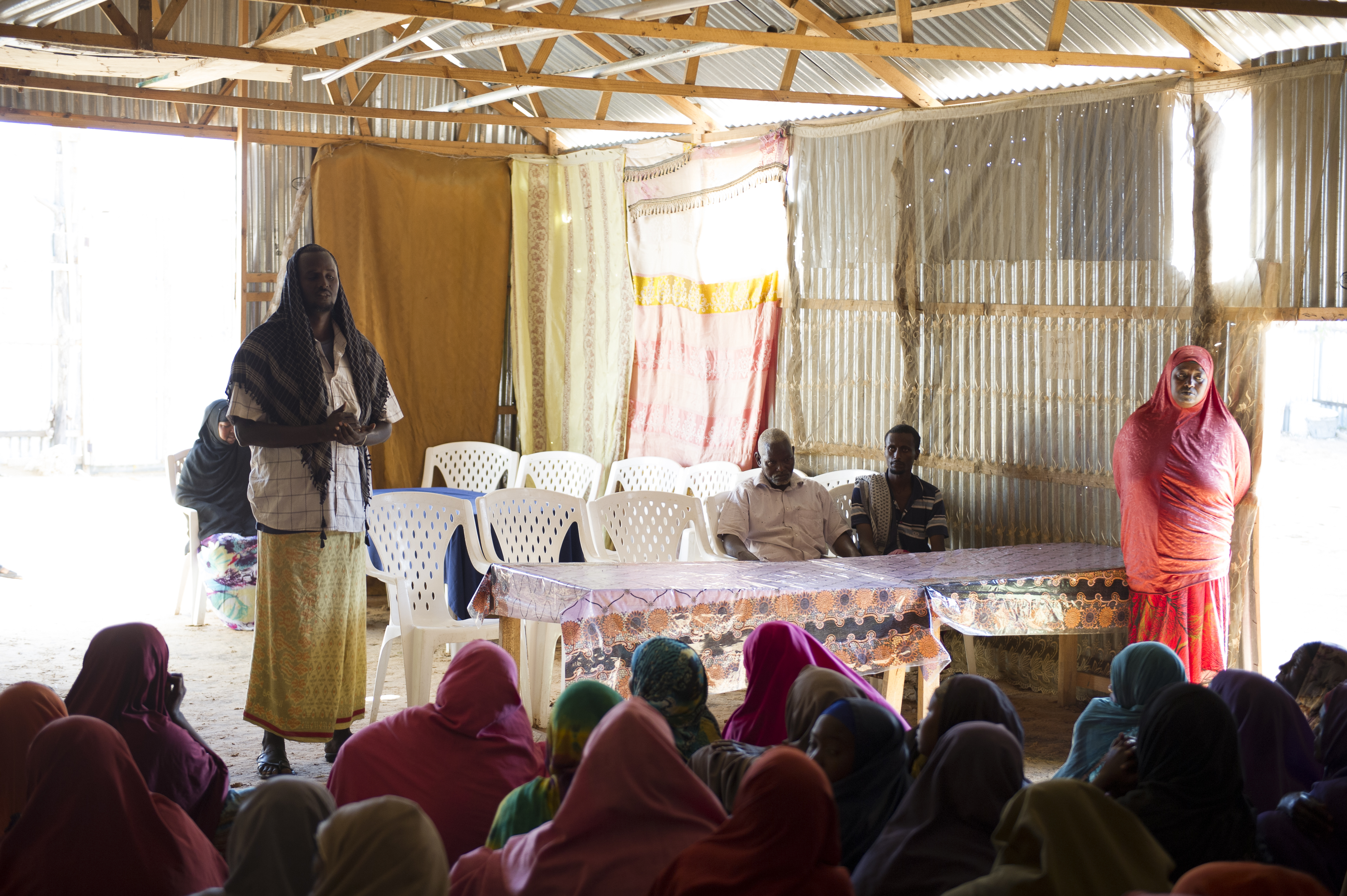
Imán participando en una reunión en Somalia contra la MGF

En 2010, en África, de los 28 países en los que se practícaba, se logró que 19 aprueben leyes de prohibición. Este año la OMS, en colaboración con una serie de grandes organismos de las Naciones Unidas y organizaciones internacionales, hizo pública una estrategia mundial destinada a impedir que el personal de salud practícase la mutilación genital femenina.
En mayo de 2011 se aprueba el tratado del Consejo de Europa n.º 210, Convenio del Consejo de Europa sobre prevención y lucha contra la violencia contra las mujeres y la violencia doméstica Estambul, 11.V.2011 conocido como "Convenio de Estambul" . El artículo 38 se refiere a la MGF y establece que "Las Partes adoptarán las medidas legislativas o de otro tipo necesarias para tipificar como delito, cuando se cometa de modo intencionado".
El 20 de diciembre de 2012 la Asamblea General de las Naciones Unidas aprobó la Resolución 67/146.
En 2013 el UNICEF presentó un informe que contenía datos científicos sobre la prevalencia de la mutilación genital femenina en 29 países, sobre las convicciones, actitudes y tendencias que la acompañan y sobre las respuestas programáticas y políticas que se le estaban dando en todo el mundo.

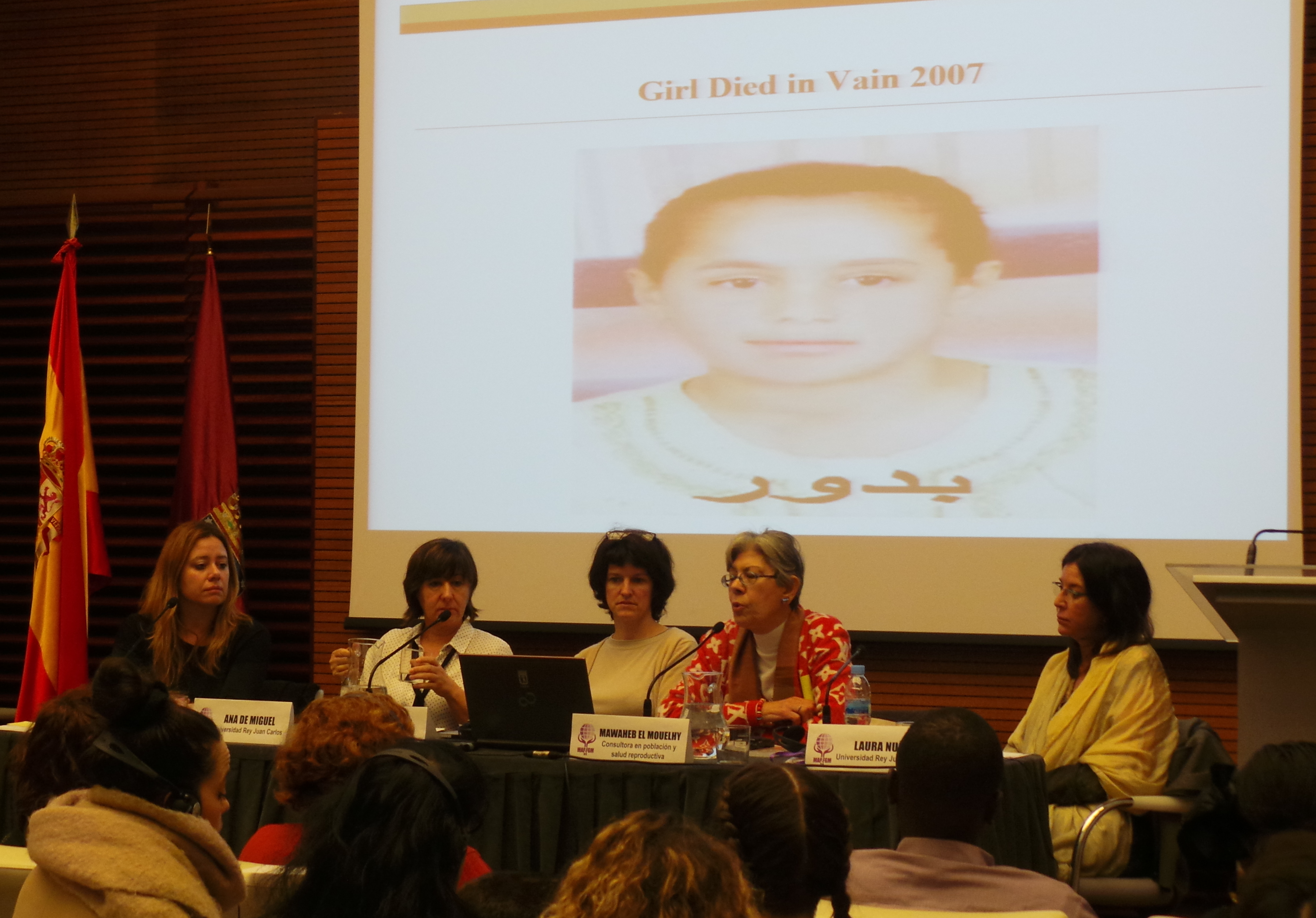
Niña egipcia muerta en 2007 a causa de la MGF. Mesa redonda sobre Mutilación Genital Femenina Universidad Rey Juan Carlos. 2017

En diciembre de 2014, la Asamblea General adoptó sin voto una resolución para intensificar los esfuerzos para la eliminación de la mutilación genital femenina. En ella, se pide a los Estados que desarrollen, apoyen y cumplan estrategias que prevengan esta práctica, incluyendo la formación de personal médico, trabajadores sociales y líderes locales y religiosos para asegurar que dan unos servicios competentes de apoyo y cuidado a las mujeres y niñas en riesgo de sufrir esta mutilación o que ya la hayan sufrido. La resolución también destaca la necesidad de que este asunto se incluya en la agenda del desarrollo posterior a 2015.
Los Objetivos de Desarrollo Sostenible aprobados por los Estados miembro de Naciones Unidas en 2015, incluyen como meta en su objetivo 5 ”eliminar todas las prácticas nocivas, como el matrimonio infantil, precoz y forzado y la mutilación genital femenina” para 2030.
En 2016, el Parlamento Panafricano, el órgano legislativo de la Unión Africana, aprobó la prohibición de la mutilación genital femenina en sus 50 Estados miembros. La medida se ha aceptado por el plan de acción firmado por sus 250 diputados y representantes del Fondo para la Población de Naciones Unidas (UNFPA).

## Naciones Unidas
La Asamblea General de las Naciones Unidas exhorta a los Estados, el sistema de las Naciones Unidas, la sociedad civil y todos los interesados a seguir celebrando el Día Internacional de Tolerancia Cero con la Mutilación Genital Femenina el 6 de febrero y a aprovechar ese día para intensificar las campañas de concienciación y adoptar medidas concretas contra la mutilación genital femenina. La mutilación genital femenina abarca todos los procedimientos que alteran o dañan los órganos genitales femeninos por razones no médicas. Esta práctica es reconocida internacionalmente como una violación de los derechos humanos de las mujeres y niñas. Para abandonar la práctica de la mutilación genital femenina, se necesitan iniciativas sistemáticas y coordinadas que involucren a las comunidades enteras y se enfoquen en los derechos humanos y en la igualdad de género.
El 20 de diciembre de 2012 la Asamblea General de las Naciones Unidas en la Resolución 67/146 exhorta a los Estados, el sistema de las Naciones Unidas, la sociedad civil y todos los interesados a seguir celebrando el Día Internacional de Tolerancia Cero con la Mutilación Genital Femenina el 6 de febrero.
Cumplir con la promesa mundial de acabar con la mutilación genital femenina en 2030
La mutilación genital femenina (MGF), considerada una violación de los derechos humanos y un grave perjuicio para la salud y la integridad de mujeres y niñas, implica la alteración no médica de los genitales femeninos. Provoca efectos nocivos para la salud, incluidos dolor crónico, infecciones, complicaciones en el parto y riesgos de infertilidad, entre otros. Afecta principalmente a unos 30 países en África, Oriente Medio, Asia y en menor medida en Latinoamérica, además de comunidades emigrantes en Europa, América del Norte, Australia y Nueva Zelanda. Aunque en los últimos 25 años se ha reducido su prevalencia globalmente, las crisis humanitarias amenazan con revertir los progresos hacia su erradicación para 2030.

## Temas del Día Internacional de Tolerancia Cero con la MGF
- 2016: Realizando los nuevos objetivos mundiales a través de la eliminación de la mutilación genital femenina en 2030
- 2017: Construir un puente sólido e interactivo entre África y el mundo para acelerar la erradicación de la mutilación genital femenina antes del 2030
- 2018: Día Internacional de Tolerancia Cero con la Mutilación Genital Femenina 2018
- 2019: Día Internacional de Tolerancia Cero con la Mutilación Genital Femenina 2019
- 2020: Poder juvenil desatado: una década de acciones aceleradas para cero genitales femeninos
- 2021: No hay tiempo para la inacción mundial: Unión, financiación y acción para eliminar la mutilación genital femenina
- 2022: Acelerar la inversión para poner fin a la mutilación genital femenina
- 2023:A sociación con hombres y niños para transformar las normas sociales y de género para poner fin a la MGF [15]
- 2024: Su voz. Su futuro. Invertir en movimientos liderados por supervivientes para acabar con la mutilación genital femenina en 2030[16]

## Datos

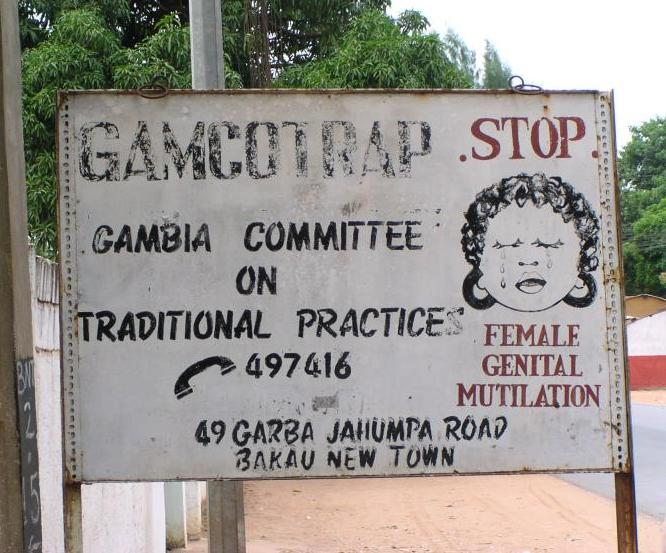
Campaña contra la MGF. Gambia, 2005

- Campaña contra la MGF. Gambia, 2005La Organización Mundial de la Salud calcula que en todo el mundo, 200 millones de mujeres y niñas han sufrido mutilación genital femenina.[11]
- En la actualidad, cada año se le mutilan los genitales a tres millones de niñas.
- La MGF se practica principalmente en 30 países de África Subsahariana, Asia (Indonesia) y Oriente Medio (Kurdistán iraquí y Yemen).[3]
- En la mayoría de los casos se practícan en la infancia, en algún momento entre la lactancia y los 15 años.[11]
- Cada año, miles de niñas son sometidas a mutilación genital en África Occidental, la región con mayor prevalencia de esta práctica, donde más del 85% de las mujeres de entre 15 y 45 años habrían sufrido esta violación de los derechos humanos.
- Cada año 3 millones de niñas están en riesgo de sufrirla.
- En la Unión Europea, fruto de la migración hacia el Viejo Continente, viven aproximadamente 500 000 víctimas de la Mutilación Genital Femenina (MGF) y alrededor de 180 000 mujeres y niñas corren el riesgo de sufrirlo cada año. (2011)[17]
- Suecia fue el primer país europeo en tipificar la MGF como delito.[17]
- En 2011 muy pocos países incluían el término MGF como delito. Solo alrededor de diez países europeos lo condenaban, entre los que se encuentran Austria, Bélgica, Chipre, Dinamarca, España, Italia, Noruega (no comunitario), el Reino Unido y Suecia. Únicamente estos dos últimos poseían en 2011 leyes específicas contra la MGF.
- En África y en el Oriente Medio, 25 países han prohibido la mutilación genital femenina por ley o decreto constitucional. De los 29 países en desarrollo que a lo largo de la historia han practícado la MGF, incluyendo Nigeria, Senegal y Sierra Leona, actualmente 25 tienen leyes o decretos que sancionan a quienes la perpetran. Sudán penalizó por ley la MGF con tres años de cárcel en mayo de 2020.[18]

- 44 millones de niñas menores de 14 años han sufrido la ablación, principalmente en Gambia (un 56%), Mauritania (54%) e Indonesia, donde alrededor de la mitad de las niñas de 11 años han padecido esta práctica.
- Los países con la prevalencia más alta entre mujeres y niñas entre 15 y 49 años son Somalia (58%), Guinea (97%) y Yibuti (93%).
- Si la tendencia actual continúa, para 2030 aproximadamente 86 millones de niñas en todo el mundo sufrirán algún tipo de mutilación genital.
- La mutilación genital femenina se practica en niñas en algún momento de sus vidas entre la infancia y la adolescencia.
- La mutilación genital femenina es causa de hemorragias graves y otros problemas de salud tales como quistes, infecciones e infertilidad, así como complicaciones en el parto y un mayor riesgo de muerte de recién nacidos.
- La mutilación genital femenina es una violación de los derechos humanos de las niñas y las mujeres.
- Establecidos en 2015, los Objetivos de Desarrollo Sostenible incluyen la erradicación de la mutilación genital femenina antes del 2030 en el Objetivo 5, dedicado a la igualdad de género - Meta 5.3: Eliminar todas las prácticas nocivas, como el matrimonio infantil, precoz y forzado y la mutilación genital femenina.
- Varias organizaciones intergubernamentales —entre otras, la Unión Africana, la Unión Europea y la Organización de Cooperación Islámica— y tres resoluciones de la Asamblea General de las Naciones Unidas han pedido la eliminación de la mutilación genital femenina.